# Cipollino

Schale aus dem italienischen Cipollino Apuano

Cipollinomarmor aus der Region Styra / Euböa

Marmor aus Saillon / Marbre Cipolin de Saillon

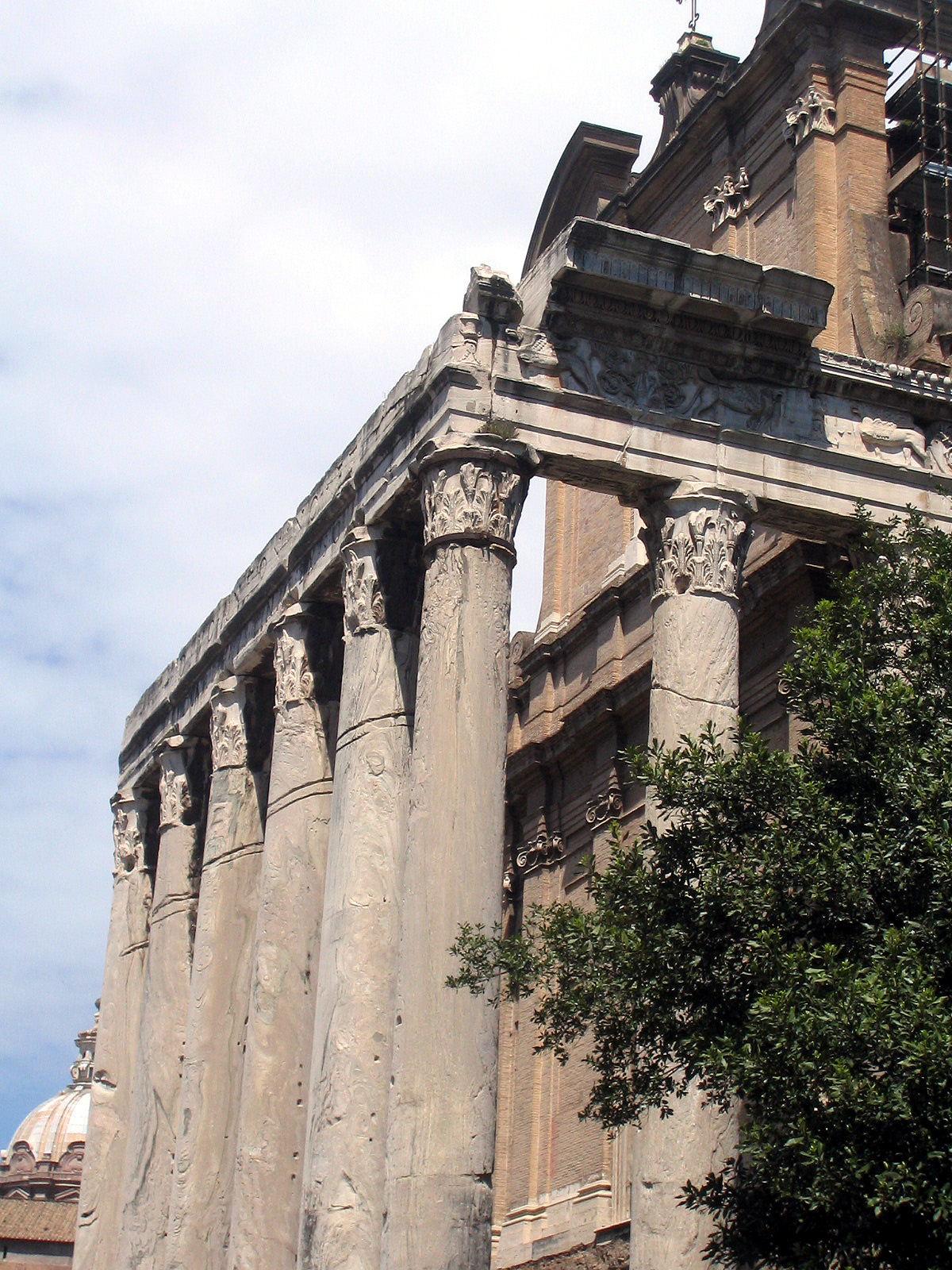
Säulen aus Karystischen Marmor in Rom, Tempel von Antoninus und Faustina

Cipollino ist die Bezeichnung für karbonatische Naturwerksteine mit charakteristisch streifig-welliger Textur.

## Begriffserklärung
Das Hauptmerkmal einzelner Marmor- und Kalksteinarten sind charakteristische band- und wellenförmig auftretende Strukturen durch eingelagerte Minerale, hauptsächlich in Grüntönen. In diesem Fall spricht man von Cipollin-Marmor.
Der russische Petrograph Franz Loewinson-Lessing beschreibt diese Gesteinsgruppe in seinem Petrographischen Lexikon von 1893 so: „Cipollin – an oft lagenweise angeordnetem Glimmer und Talk reiche Kalksteine, oft durch Schieferstructur sich dem Kalkglimmerschiefer nähernd.“
Im Rahmen der modernen petrographischen Nomenklatur wird der Begriff als veraltet angesehen, obwohl er im geowissenschaftlichen Sprachgebrauch vereinzelt auftritt. In diesem Sinne bezeichnet man ein an Chloritanteilen oder anderen Blattsilikaten reiches Metakarbonatgestein als Cipollin.

## Etymologie, Namensvarianten
Der Begriff leitet sich vom italienischen Wort cipolla für Zwiebel ab (lat. cēpă). Gemeint ist damit ein bestimmtes Erscheinungsbild jener Dekorationsgesteine, die sinngemäß als Zwiebelmarmor bezeichnet werden können, da sie Ähnlichkeiten mit dem Schichtenaufbau einer Zwiebel haben.
Die Verwendung dieses Terminus ist sehr alt und auch heute weit verbreitet, obwohl er keiner petrographischen Nomenklatur entspricht. Im Altertum gab es keine wissenschaftlichen bzw. gesteinskundlichen Unterscheidungsmerkmale nach unserem heutigen Verständnis. Aus diesem Grund wurden Klassifizierungen vorwiegend nach optischen Merkmalen getroffen.
Wegen seiner treffenden Abgrenzung zu anderen Dekorationsgesteinen ist er in vielen Sprachen in Verwendung.

Ausgehend vom italienischen Wort cipollino finden sich Entsprechungen in anderen Sprachen, z. B.:
franz.: cipolin, span.: cipolino, engl.: cipolino, poln.: cipolino, russ.: чиполино
Vereinzelt ist im modernen internationalen Natursteinhandel die Schreibweise Cippolino anzutreffen.
In die wissenschaftliche Literatur fand der Begriff durch Alexandre Brongniart (1813) und Louis Cordier (1868) Eingang.

## Geschichte
Die älteste und damit namenprägende Verwendung scheint nach den verfügbaren Quellen der marmore carysticum zu sein. Es handelt sich dabei um einen Marmor von der Südspitze der griechischen Insel Euböa. Die antiken Abbaustellen befinden sich nordöstlich, oberhalb der Stadt Karystos, an den Ausläufern des Ochi-Gebirges, weiterhin etwa 10 km nordwestlich von Karystos bei der Stadt Marmari (Marmarion) und nahe der Stadt Styra. Von Mamarion sollen die in der Antike begehrtesten Stücke gekommen sein.
Diesen ungewöhnlich schönen Marmor ließen römische Auftraggeber nach Italien transportieren, um ihn für dekorative Zwecke, also Säulen, Fußböden und Wandverkleidungen, repräsentativ in Rom (z. B. Forum Romanum) zu verwenden. Ein besonders herausragendes Anwendungsbeispiel sind die Säulen des Tempels von Antoninus und Faustina.
Man findet ihn, berühmt durch seine Anwendungen in Rom, als Dekorationsgestein auch in anderen Orten des römischen Imperiums.
Die weiß-hellgrau-grünliche Bänderung, bei Wellenstrukturen von teilweise zwiebelschaligem Muster, begründet seinen geologisch unspezifischen Namen. In der Folge übertrug sich dieser Name auch auf andere, optisch ähnlich texturierte und meist grün getönte Gesteine.

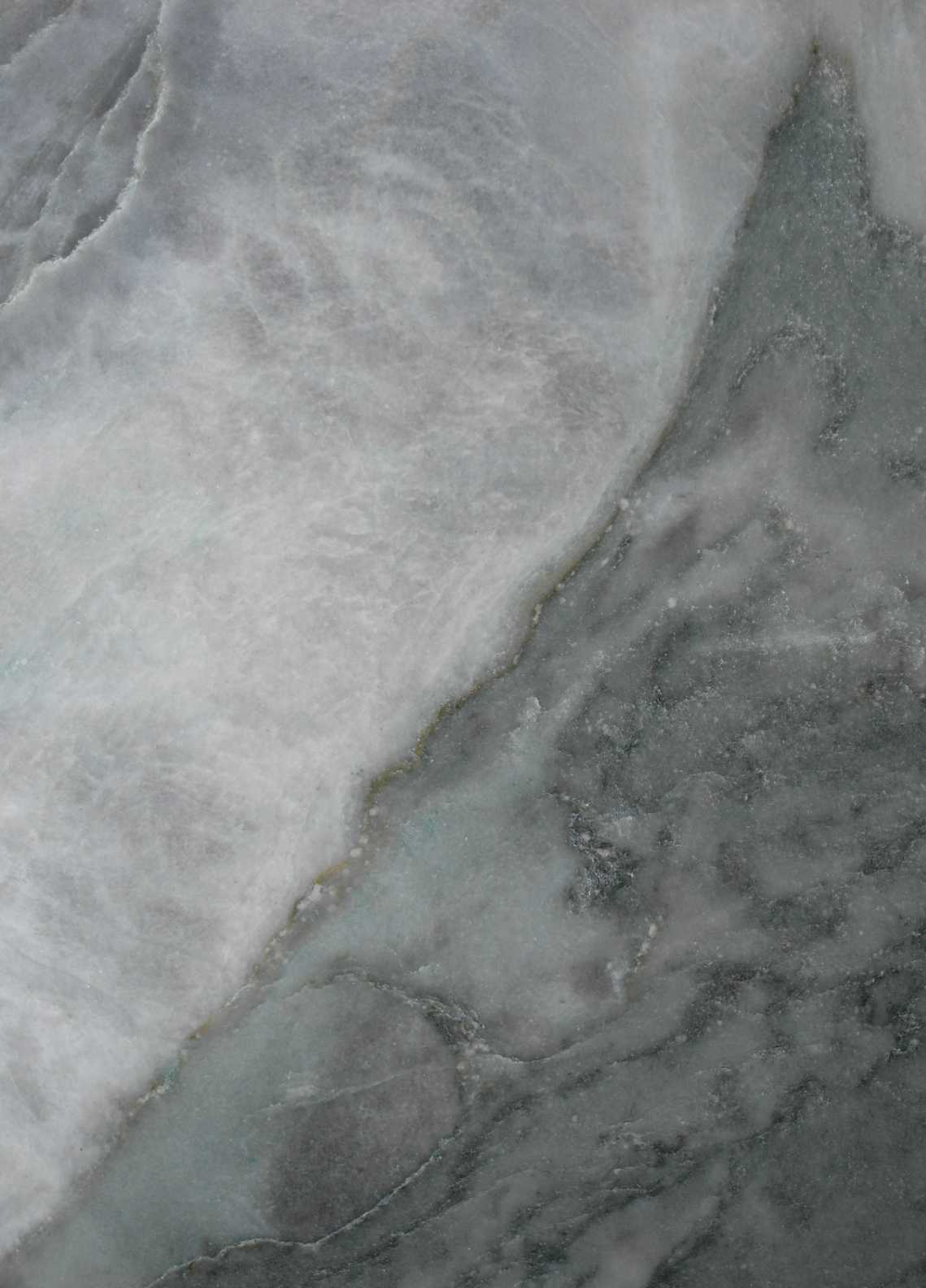
Cipollinomarmor aus der Region Styra / Euböa

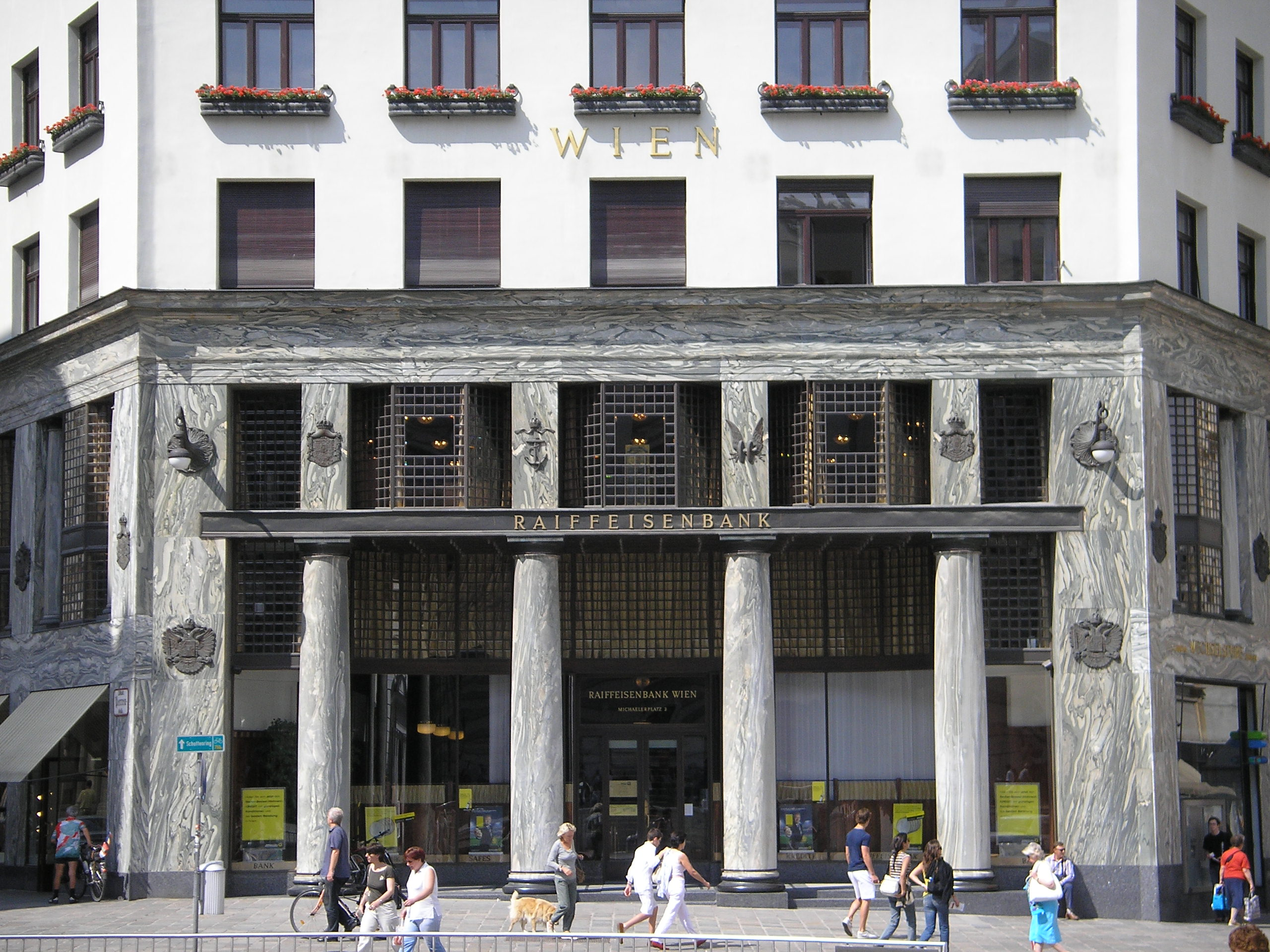
Wandverkleidung mit Cipollinomarmor am Looshaus in Wien

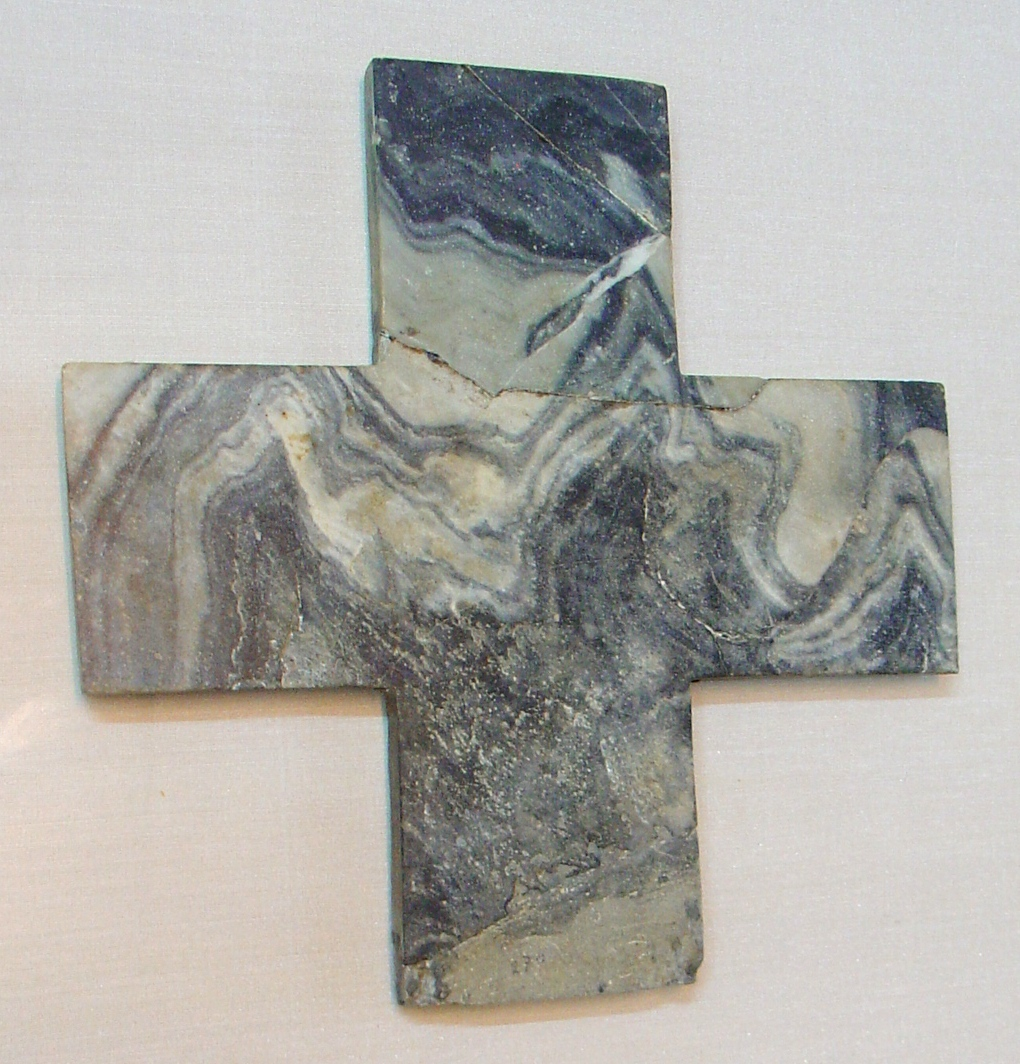
Sakrales Kreuz von Knossos (datiert auf 1600 v. Chr.)

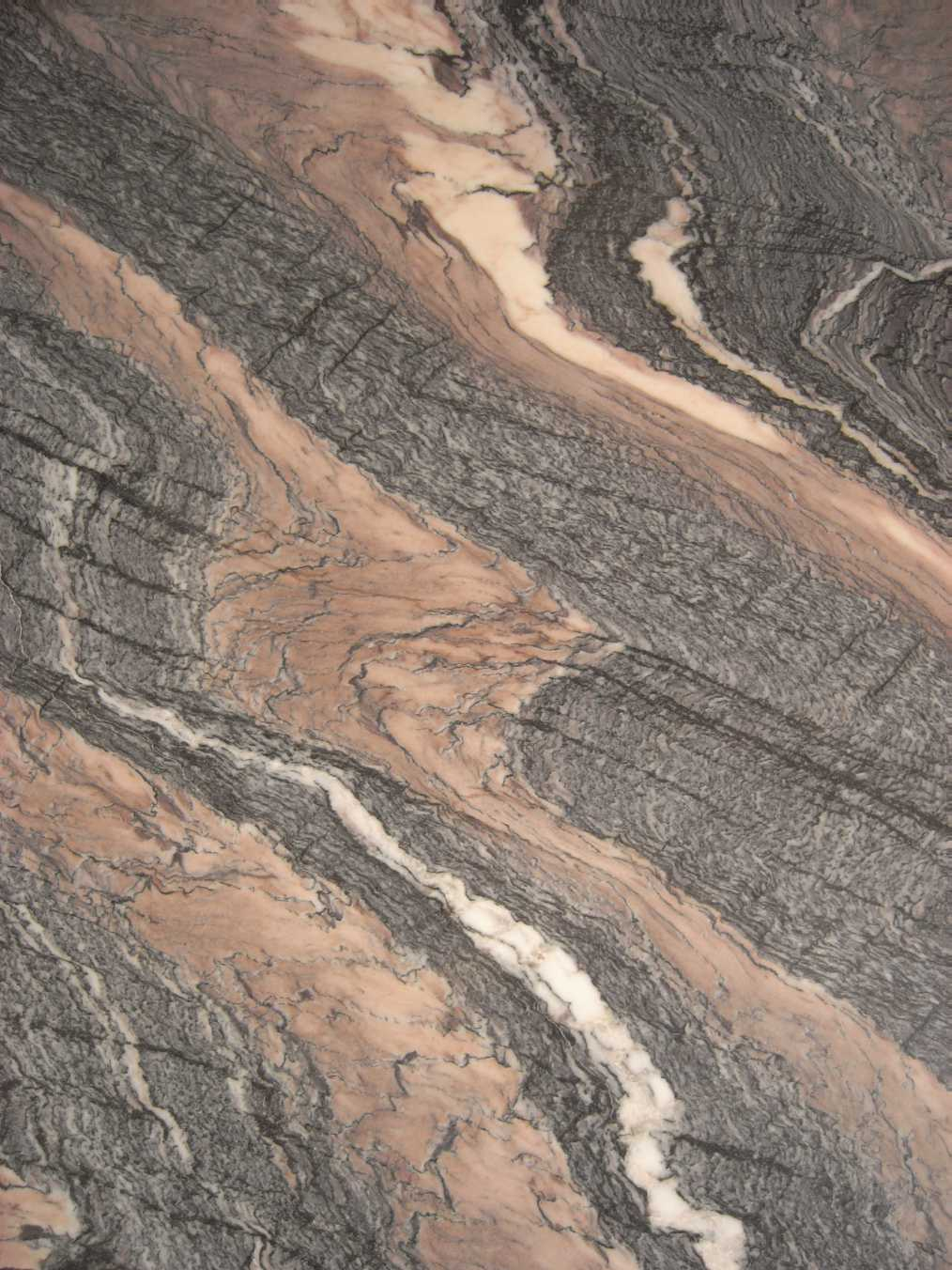
Roter Cipollino Rosso Luana

## Materialbeispiele
- Verde Cipollino (Stouraitikon, Green of Styra)

Ein Marmor von Euböa nahe der Stadt Styra.

Anwendungsbeispiele: Wien (Österreich), Fassadenverkleidung vom Loos-Haus, Michaelerplatz 3

Dresden (Deutschland), Katholische Hofkirche, Taufbecken
- Cipollino Versilia

Ein hellgrüner Marmor mit feiner dunkler Streifenstruktur. Der Abbauort liegt bei Stazzema in den Apuanischen Alpen.
- Cipollino Apuano

Ein Marmor mit kräftiger dunkelgrüner dünner Streifenstruktur die mit weißen Calcitanteilen wechsellagernd ein attraktives Bild gibt. Der Calcit tritt teilweise knotenförmig auf. Der Abbauort liegt bei Stazzema in den Apuanischen Alpen.
- Grand Antique de Cipolin (Grand Antique de Saillon / Marbre cipolin de Saillon)

Ein Marmor aus dem Schweizer Kanton Wallis. Die ehemalige Abbaustelle befindet sich oberhalb der Stadt Saillon. Der Name suggeriert eine sehr alte Anwendung, was aber nicht zutrifft. Wegen der großen optischen Ähnlichkeit zum antiken Marmor von Karystos wurde vom abbauenden Betrieb im 19. Jahrhundert ein verkaufsfördernder Name gewählt. Um das Jahr 1900 galt dieses Material als der teuerste Naturwerkstein. Die sehr ungünstigen Abbaubedingungen verursachten einen hohen Preis und waren auch eine Ursache, dass der Steinbruchsbetrieb nach dem Ersten Weltkrieg zum Stillstand kam. Später gab es nur noch sporadische Gewinnungsarbeiten.

Anwendungsbeispiele: Vevey (Schweiz): einige Ladenverkleidungen in der Altstadt

Bern (Schweiz): Architekturteile im Bundeshaus

Paris (Frankreich): Säulen im Hauptfoyer der Opéra Garnier

Saillon (Schweiz): Altar der Kirche
Aachen, Aachener Dom: Marmorplattenverkleidung im Oktogon, Anfang 20. Jahrhundert
- Cipollino Verde Mandolato

Mit dieser Bezeichnung wurde ein exklusives Dekorationsgestein aus den französischen Pyrenäen in Italien gehandelt. In Frankreich ist er unter seinem einheimischen Namen Campan Vert bekannt. Der Abbau ist seit längerer Zeit eingestellt. Hierbei handelt es sich um kein gestreiftes Material. Die Struktur ist knotenartig und etwas lang gestreckt (Richtungsgefüge).

Anwendungsbeispiel: Montreux (Schweiz): Casino vom Hôtel Montreux-Palace als Teil der Außenverkleidung
- Verde Luana

Lebhaft gebänderter Silikatmarmor aus den Apuanischen Alpen bei Vagli di Sopra.
Vereinzelt werden andersfarbige Natursteine wegen ihrer strukturähnlichen Merkmalen auch mit dem Begriff Cipollino in Verbindung gebracht.
- Cipollino Dorato

Ein Naturwerkstein mit einer dem Cipollino Apuano ähnlichen Struktur aber ohne Grüntöne. Stattdessen sind die Bänder und Adern von kräftig goldgelber Farbe. Der Abbau wird in der italienischen Region Cuneo betrieben.
- Cipollino S oder Cipollino Zebra

Ein Naturwerkstein aus der Tschechischen Republik, der zeitweilig unter diesem Begriff im Handel vor 1945 zu erhalten war. Der Abbau erfolgte im Altvatergebirge bei Bad Lindewiese.
- Cipollino Rosso

Dieses Dekorationsgestein wurde im Altertum in Brüchen der türkischen Region Muğla gewonnen.
- Cipollino Nero

Aus der Zeit römischer Exploration und Steingewinnung auf der griechischen Insel Euböa stammt dieser Dekorationsgestein, der sich vereinzelt in antiken römischen Bauten wiederfindet. Seine Struktur entspricht jener des Verde Cipollino, er besitzt aber ausschließlich schwarze, graue und weißliche Farbtöne.

## Petrographie, mineralogische Zusammensetzung
Aus petrographischer Sicht verbergen sich hinter dem Begriff (grüner) Cipollino hauptsächlich zwei Gesteinsgruppen.
- Ophicalcite
- Knollenkalke

Manche Cipollinosorten werden auch als Silikatmarmor eingeordnet.
In beiden Fällen ist als Hauptbestandteil Calcit vertreten. Die grünen farbgebenden Bestandteile differieren von Sorte zu Sorte und können Serpentinmineralien, Diopsid, Chlorit, Amphibole oder Fuchsit sein.

Als weiterer akzessorischer mineralischer Bestandteil findet sich häufig Quarz.
Die Entstehung von grünlichen bänderförmigen Strukturen im Kalkstein ist mit Kontaktmetamorphose bzw. Einregelungen fremder Mineralien und in anderen Fällen auch mit metasomatischen Prozessen zu erklären. In Cipollinen anderer Färbung sind hauptsächlich Eisenverbindungen (gelb, rot) sowie Graphit (schwarz) für den Farbton bestimmend.
Der Übergang zwischen Kalksteinen und metamorphen Gesteinen wie Marmoren ist im Fall der Cipolline fließend. Da der Begriff traditionell überkommen ist, lässt er sich petrographisch nicht eindeutig fassen. Die Verwendung dieser Bezeichnung folgt keiner einheitlichen Definition und war in der Anwendungsgeschichte von in Frage kommenden Dekorationsgesteinen verschiedenen Einflüssen unterlegen.